# Список наград и номинаций фильма «Молодая Виктория»
«Молода́я Викто́рия» (англ. The Young Victoria) — американский полнометражный биографический фильм 2009 года, созданный GK Films и распространяемый компанией Momentum Pictures. Режиссёром выступил Жан-Марк Валле, а сценаристом — Джулиан Феллоуз. Продюсерами были Мартин Скорсезе, Грэм Кинг и Сара, герцогиня Йоркская. В фильме приняли участие актёры Эмили Блант, Руперт Френд, Пол Беттани, Миранда Ричардсон, Джим Бродбент, Марк Стронг, Томас Кречман и другие. Сюжет картины рассказывает о взрослении королевы Виктории и её замужестве с Альбертом Саксен-Кобург-Готским.
Мировая премьера фильма «Молодая Виктория» состоялась 5 февраля 2009 года на 59-м Берлинском международном кинофестивале, а 6 марта 2009 года он был выпущен в прокат в Великобритании. В США фильм первоначально вышел в ограниченном кинопрокате 18 декабря 2009 года, а уже под Рождество был полноценно выпущен в американских кинотеатрах. Бюджет картины составил 35 млн долларов США, при этом фильм собрал $ 31,9 млн. Лента держалась в прокате с 2009 по 2010 год и показывалась на многих международных кинофестивалях, в том числе в Торонто, Грейтер-Садбери, Чикаго, Вермонте, Хэмптоне и других. На сайте-агрегаторе рецензий Rotten Tomatoes фильм имеет рейтинг одобрения 76 % на основе 158 отзывов со средней оценкой 6,5/10. Сайт-агрегатор Metacritic присвоил ленте 64 балла из 100 на основе 29 отзывов, что соответствует критерию «в целом положительные отзывы».
Фильм, его режиссёры и актёры были удостоены множества номинаций и наград. На 82-й церемонии вручения премии «Оскар» фильм номинировался в трёх категориях, и в номинации «Лучший дизайн костюмов» победила дизайнер костюмов Сэнди Пауэлл. Эмили Блант номинировалась на премию «Золотой глобус» в категории «Лучшая женская роль — драма», однако победу в этой категории одержала Сандра Буллок за главную роль в драме «Невидимая сторона». На премии 63-й церемонии вручения премии BAFTA Сэнди Пауэлл победила в категории «Лучший дизайн костюмов», а визажист Дженни Ширкор в номинации «Лучший грим и причёски».

## Награды и номинации
| Награда                                              | Дата церемонии вручения | Категория                                                     | Получатель(-и)                    | Результат | Прим.         |
| ---------------------------------------------------- | ----------------------- | ------------------------------------------------------------- | --------------------------------- | --------- | ------------- |
| «Синефест Садбери»                                   | Сентябрь 2009           | «Приз аудитории»                                              | «Молодая Виктория»                | Победа    | [ 20 ]        |
| Премия Альянса женщин-киножурналистов                | Декабрь 2009            | «Самый красивый фильм»                                        | «Молодая Виктория»                | Номинация | [ 21 ] [ 22 ] |
| Премия британского независимого кино                 | 6 декабря 2009          | «Лучшая женская роль в британском независимом фильме»         | Эмили Блант                       | Номинация | [ 23 ] [ 24 ] |
| Награды Ассоциации кинокритиков Вашингтона           | 7 декабря 2009          | «Лучшая художественная режиссура»                             | «Молодая Виктория»                | Номинация | [ 25 ] [ 26 ] |
| Награды Ассоциации кинокритиков Далласа и Форт-Уэрта | 16 декабря 2009         | «Лучшая женская роль»                                         | Эмили Блант                       | Номинация | [ 27 ] [ 28 ] |
| «Спутник»                                            | 20 декабря 2009         | «Лучшая женская роль — кинофильм»                             | Эмили Блант                       | Номинация | [ 29 ] [ 30 ] |
| «Спутник»                                            | 20 декабря 2009         | «Лучший дизайн костюмов»                                      | Сэнди Пауэлл                      | Номинация | [ 29 ] [ 30 ] |
| Награды Ассоциации кинокритиков Ванкувера            | 11 января 2009          | «Лучший канадский фильм»                                      | «Молодая Виктория»                | Номинация | [ 31 ] [ 32 ] |
| Награды Ассоциации кинокритиков Ванкувера            | 11 января 2009          | «Лучшая женская роль в канадском фильме»                      | Эмили Блант                       | Победа    | [ 31 ] [ 32 ] |
| Награды Ассоциации кинокритиков вещания              | 15 января 2010          | «Лучшая женская роль»                                         | Эмили Блант                       | Номинация | [ 33 ] [ 34 ] |
| Награды Ассоциации кинокритиков вещания              | 15 января 2010          | «Лучший дизайн костюмов»                                      | Сэнди Пауэлл                      | Победа    | [ 33 ] [ 34 ] |
| «Золотой глобус»                                     | 17 января 2010          | «Лучшая женская роль — драма»                                 | Эмили Блант                       | Номинация | [ 35 ] [ 36 ] |
| Премия Гильдии художников по костюмам                | 26 января 2010          | «Выдающиеся достижения в области исторического кино»          | Сэнди Пауэлл                      | Победа    | [ 37 ] [ 38 ] |
| Премия Лондонской ассоциации кинокритиков            | 18 февраля 2010         | «Лучшая британскую женскую роль года»                         | Эмили Блант                       | Номинация | [ 39 ] [ 40 ] |
| BAFTA                                                | 21 февраля 2010         | «Лучший дизайн костюмов»                                      | Сэнди Пауэлл                      | Победа    | [ 41 ] [ 42 ] |
| BAFTA                                                | 21 февраля 2010         | «Лучший грим и причёски»                                      | Дженни Ширкор                     | Победа    | [ 41 ] [ 42 ] |
| «Оскар»                                              | 7 марта 2010            | «Лучшая работа художника-постановщика»                        | Патрис Верметт и Мэгги Грэй       | Номинация | [ 43 ] [ 44 ] |
| «Оскар»                                              | 7 марта 2010            | «Лучший дизайн костюмов»                                      | Сэнди Пауэлл                      | Победа    | [ 43 ] [ 44 ] |
| «Оскар»                                              | 7 марта 2010            | «Лучший грим и причёски»                                      | Джон Генри Гордон и Дженни Ширкор | Номинация | [ 43 ] [ 44 ] |
| «Империя»                                            | 28 марта 2010           | «Лучшая женская роль»                                         | Эмили Блант                       | Номинация | [ 45 ]        |
| «Золотой трейлер»                                    | 10 июня 2010            | «Лучшая романтика»                                            | «Молодая Виктория»                | Победа    | [ 46 ] [ 47 ] |
| Международный кинофестиваль в Хэмптоне               | Октябрь 2010            | Приз зрительских симпатий за «лучший повествовательный фильм» | «Молодая Виктория»                | Победа    | [ 48 ]        |
| Премия Айвора Новелло                                | Октябрь 2010            | «Лучшая оригинальная музыка»                                  | Илан Эшкери                       | Номинация | [ 49 ]        |

## Комментарии
1. ↑  Даты вручения наград и получения номинаций указаны в хронологическом порядке.